# Друмски бициклизам
Друмски бициклизам  је најраспрострањенија форма бициклизма и један од популарнијих спортова у јавности. Познату трку Тур де Франс прати више људи него било који уобичајени спортски догађај у свету. Овај вид бициклизма се одвија пре свега на путевима, асфалтираним или бетонираним површинама. Подразумева рекреативну вожњу, друмски бициклизам као спорт (трке) и примену бицикла за превоз путевима. Друмски бициклисти генерално поштују иста правила и законе као и други возачи који учествују у саобраћају. У контексту примене бицикла за превоз, мисли се на улогу у саобраћају, превоз на посао, разношење поште и новина и разоноду. Постоје разне врсте бицикала које се користе на путевима, од BMX бицикла преко MTB до друмских бицикла. Материјали од којих се праве су најчешће гвожђе, алуминијум, титанијум или угљенична влакна. Широм света најкоришћенији материјал је челик, јер је релативно јефтин, јак и пуно је лакше извршити поправке на бициклу израђеном од овог материјала.

## Спорт
Прва званична трка друмског бициклизма је одржана 31. маја 1868. године у Парку де Сант—Клод, Париз, и на њој је победио британски возач Џејмс Мур. Прва међуградска трка је одржана 7. новембра 1869: Париз—Руен. Џејмс Мур је победио и на овој трци, прешавши 123 километра за 10 сати и 25 минута. Први светски шампионат у друмском бициклизму је организован 1927. године.

## Типови друмских трка
Трке думског бициклизма могу бити:
- Трке у друмској вожњи
  - Једнодневне или класичне трке (200—300 km): Милано—Санремо, Париз—Рубе, Трка око Фландрије
  - Етапне друмске трке: Кроз Србију, Трка Париз—Ница.
  - Тронедељне трке великог Тура: Тур де Франс, Ђиро д'Италија, Вуелта а Еспања.
- Трке у вожњи на хронометар (могу бити део етапних трка).
- Критеријуми — одржава се на кратким стазама (круговима) до 10 km, са укупним растојањем трке до 100 km.

Данас се обично такмичења одржавају на кружном путу дужине 12 до 17 km, са групним стартом са укупном дужином трке од око 260 km. Индивидуална трка на хронометар је представљена у програму светског шампионата 1994. године. То је трка на дужини 40 до 50 km за професионалце. Возачи стартују засебно, у уобичајеним интервалима (1 до 2 минута). Такмичар са најбољим временом се проглашава победником.